# Комо (тауншип, Миннесота)
Комо (англ. Como) — тауншип в округе Маршалл, Миннесота, США. На 2000 год его население составило 52 человека.

## География
По данным Бюро переписи населения США площадь тауншипа составляет 94,1 км², из которых 94,1 км² занимает суша, водоёмов нет.

## Демография
По данным переписи населения 2000 года здесь находились 52 человека, 21 домохозяйство и 17 семей. Плотность населения —  0,6 чел./км². На территории тауншипа расположено 37 построек со средней плотностью 0,4 построек на один квадратный километр. Расовый состав населения: 100,00 % белых.
Из 21 домохозяйства в 28,6 % воспитывались дети до 18 лет, в 66,7 % проживали супружеские пары, в 9,5 % проживали незамужние женщины и в 19,0 % домохозяйств проживали несемейные люди. 19,0 % домохозяйств состояли из одного человека, при том 4,8 % из — одиноких пожилых людей старше 65 лет. Средний размер домохозяйства — 2,48, а семьи — 2,82 человека.
17,3 % населения младше 18 лет, 13,5 % в возрасте от 18 до 24 лет, 34,6 % от 25 до 44, 28,8 % от 45 до 64 и 5,8 % старше 65 лет. Средний возраст — 42 года. На каждые 100 женщин приходилось 116,7 мужчин. На каждые 100 женщин старше 18 приходилось 138,9 мужчин.
Средний годовой доход домохозяйства составлял 39 167 долларов, а средний годовой доход семьи —  39 167 долларов. Средний доход мужчин —  26 563  доллара, в то время как у женщин — 25 000. Доход на душу населения составил 12 950 долларов. За чертой бедности не находились ни одна семья и ни один человек.